# Nowe Życie (pismo socjalistyczne)
Nowe Życie – polski socjalistyczny dwutygodnik ukazujący się w Warszawie. Nowe Życie było organem prasowym Bundu w Polsce.